# Storia di fantasmi cinesi
Storie di fantasmi cinesi è un film del 1987 diretto da Siu-Tung Ching, appartenente al "Supergenere" di Hong Kong nato negli anni ottanta. Il film appartiene a diversi generi cinematografici, tra cui storia di fantasmi, orrore, melò e commedia. Fu il trampolino di lancio per la star Joey Wong. In Italia uscì nel 1990. Il film ha avuto due seguiti: Storie di fantasmi cinesi 2 e Storie di fantasmi cinesi 3.
La storia d'amore, tra le più classiche, è sorretta da interventi in stile commedia, dalle coreografie dei duelli e da intermezzi grandguignoleschi che equilibrano gli aspetti più romantici.

## Trama
Cina antica. Un giovane studente di nome Ling, si ritrova in un paese ai confini dell'Impero, per riscuotere le tasse. Ripara in una casa abbandonata, in una foresta infestata da fantasmi e mostri. Troverà lo spettro di una ragazza che si chiama Siu Sin, costretta a procurare prede (seducendo i viandanti) per il Demone dell'Albero che la tiene prigioniera con una maledizione. Nel frattempo, un monaco in missione contro le presenze soprannaturali del luogo, si allea a Ling e Siu Sin per rompere l'incantesimo e uccidere il Demone dell'Albero, in una battaglia all'ultimo sangue in un mondo parallelo dominato da demoni e spettri.

## Produzione
La pellicola, prodotta da Tsui Hark, è una delle prime prove come regista di film di arti marziali di Ching Siu-Tung, conosciuto fino a quel momento principalmente come attore. A partire da questo film, l'estetica barocca e la camera ipercinetica diverranno dei tratti autoriali distintivi di Ching Siu-Tung.

## Riconoscimenti
- 1988 - Festival Internazionale del Cinema di Porto
  - Primo premio
- 1988 - VIII FantaFestival di Roma[1][2]
  - Premio miglior regia a Siu-Tung Ching.